# Bayside (Nouveau-Brunswick)
Pour les articles homonymes, voir Bayside.
Bayside est un village du comté de Charlotte, au sud-ouest de la province canadienne du Nouveau-Brunswick. Le village a le statut de DSL. Dans le cadre de la réforme de la gouvernance locale du 1er janvier 2023, le DSL a été annexé à la ville de Saint-Andrews.

## Géographie

### Situation
Bayside est situé dans le sud du comté de Charlotte, à 105 kilomètres de route à l'ouest de Saint-Jean et à 127 km au sud-ouest de Fredericton. Bayside est bâti sur la rive gauche (est) du fleuve Sainte-Croix, face à l'état américain du Maine. La rivière Waweig longe l'ouest du territoire et se jette dans la baie baie Oak, qui elle-même se jette dans le fleuve. Le territoire compte plusieurs lacs, soit le lac Chamcook au sud-est, ainsi que le Petit lac Chamcook, le lac Limeburners, le lac Gibson, le lac Snowshoe et le lac Welch à l'est. Le relief est accidenté.
Bayside est limitrophe de la paroisse de Sainte-Croix au nord, de la paroisse de Saint-Patrick à l'est et de Chamcook au sud-est. La ville de Calais, au Maine, se trouve au sud, au-delà du fleuve. Au sud-ouest, c'est paroisse de Dufferin qui s'élève au-delà de la baie Oak, alors que la paroisse de Saint-David s'élève au-delà de la rivière Waweig, à l'ouest. Les villes les plus proches sont Saint-Andrews à 10 km au sud-est, Saint-Stephen à 21 km au nord-ouest et Saint-George à 34 km à l'est.

### Hameaux et lieux-dits
La paroisse comprend les hameaux de Bartletts Mills, Bayside, Gilmans Corner et Willeys Corner.

## Démographie
(juillet 2016).
D'après le recensement de Statistique Canada, il y avait 321 habitants en 2006, comparativement à 296 en 2001, soit une hausse de 11,8 %. Le village compte 213 logements privés dont 145 occupés par des résidents habituels. Bayside a une superficie de 33,85 km2 et une densité de population de 9,8 habitants au km² .
| 2001 | 2006 | 2011 | 2016 |
| ---- | ---- | ---- | ---- |
| 296  | 331  | 304  | 347  |

## Économie
Entreprise Charlotte, membre du Réseau Entreprise, a la responsabilité du développement économique.
Bayside possède une carrière, un port de commerce et une conserverie de l'entreprise Connors Bros.
Dans le port a fonctionné entre 2012 et 2023 le Bayside Canadian Railway, l'une des lignes de chemin de fer les plus courtes au monde.

## Administration

### Comité consultatif
En tant que district de services locaux, Bayside est administré directement par le Ministère des Gouvernements locaux du Nouveau-Brunswick, secondé par un comité consultatif élu composé de cinq membres dont un président.

### Commission de services régionaux
Bayside fait partie de la Région 10, une commission de services régionaux (CSR) devant commencer officiellement ses activités le 1er janvier 2013. Contrairement aux municipalités, les DSL sont représentés au conseil par un nombre de représentants proportionnel à leur population et leur assiette fiscale. Ces représentants sont élus par les présidents des DSL mais sont nommés par le gouvernement s'il n'y a pas assez de présidents en fonction. Les services obligatoirement offerts par les CSR sont l'aménagement régional, l'aménagement local dans le cas des DSL, la gestion des déchets solides, la planification des mesures d'urgence ainsi que la collaboration en matière de services de police, la planification et le partage des coûts des infrastructures régionales de sport, de loisirs et de culture; d'autres services pourraient s'ajouter à cette liste.

### Représentation et tendances politiques
Nouveau-Brunswick: Bayside fait partie de la circonscription provinciale de Charlotte-Campobello, qui est représentée à l'Assemblée législative du Nouveau-Brunswick par Curtis Malloch, du Parti progressiste-conservateur. Il fut élu en 2010.
 Canada: Bayside fait partie de la circonscription électorale fédérale de Nouveau-Brunswick-Sud-Ouest, qui est représentée à la Chambre des communes du Canada par Gregory Francis Thompson, ministre des Anciens Combattants et membre du Parti conservateur. Il fut élu lors de la 40e élection fédérale, en 1988, défait en 1993 puis réélu à chaque fois depuis 1997.

## Infrastructures et services
Bayside est desservi par la route 1 et la route 127. Le bureau de poste et le détachement de la Gendarmerie royale du Canada les plus proches sont à Saint-Andrews.
Il y a des écoles primaires et secondaires ainsi qu'une bibliothèque publique à Saint-Andrews. Cette ville compte également le NBCC-Saint-Andrews ainsi que le Centre des sciences de la mer Huntsman. Des universités offrant un plus grand nombre de formations se trouvent à Fredericton et Saint-Jean. Il n'y a aucune école francophone dans le comté, les plus proches étant à Saint-Jean ou Fredericton. Les établissements d'enseignement supérieurs les plus proches sont quant à eux situés dans le Grand Moncton.
Les anglophones bénéficient du quotidien Telegraph-Journal, publié à Saint-Jean, et de l'hebdomadaire Saint Croix Courier, publié à Saint-Stephen. Les francophones ont accès par abonnement au quotidien L'Acadie nouvelle, publié à Caraquet, ainsi qu'à l'hebdomadaire L'Étoile, de Dieppe.